# Viktors Koržeņevičs
Viktors Koržeņevičs (* 9. Juli 1987 in Riga) ist ein lettischer Volleyball- und Beachvolleyballspieler. Er ist lettischer Meister und zweifacher Pokalsieger, griechischer Meister und Pokalsieger sowie spanischer Pokalsieger.

## Karriere
Koržeņevičs begann seine Karriere in der Heimatstadt bei SK Riga. Von dort wechselte der Mittelblocker zum finnischen Verein Rovaniemi Santasport, mit dem er 2009 finnischer Vizemeister wurde. Ein Jahr später gewann er mit Unicaja Almería den spanischen Pokal und erreichte den zweiten Platz in der Liga. Anschließend verpflichtete der deutsche Bundesligist SCC Berlin den lettischen Nationalspieler. Nach einer Saison in Deutschland ging er zum griechischen Verein Iraklis Thessaloniki. Als der TV Bühl im Januar 2012 einen Ersatz für den entlassenen Brasilianer Danilo Cruz de Carvalho benötigte, kehrte Koržeņevičs kurzzeitig zurück in die Bundesliga. Anschließend ging er nach Frankreich und spielte 2012/13 bei GFCO Ajaccio sowie 2013/14 bei Rennes Volley 35.
Seit 2014 ist Koržeņevičs im Beachvolleyball aktiv.